# さいとう雅子
さいとう 雅子（さいとう まさこ、1993年12月29日 - ）は、日本の女優、元グラビアアイドルである。旧芸名は斉藤 雅子（さいとう まさこ）。神奈川県出身。

## 来歴
2014年4月、契約満了に伴いアヴィラとの契約を終了。フリーとなる。
2014年10月、さいとう雅子と改名し活動を再開。
2018年8月15日、自身のTwitterで、今後の自身の人生を見つめなおすため芸能活動を一時休止することを表明した。年内は活動する模様。
2019年4月7日、自身のTwitterで、一般男性と結婚したこと、同年夏に出産予定であることを表明した。

## 作品

### 映像作品
斉藤雅子 名義 
- らぶらぶ❤まぁこ（2010年11月25日、EIC-BOOK）[7]
- ピュア・スマイル 17歳の魔法（2011年4月22日、竹書房）
- ぷりぷり☆まぁこ（2011年7月20日、ラインコミュニケーションズ）
- Angel Kiss 〜まぁこのひみつ〜（2011年10月19日、トリコ）
- 斉藤雅子 高3 まぁこの大変良く出来ました!!（2012年1月25日、EIC-BOOK）
- まぁこに会いたい!（2012年4月27日、SHINING STAR） ※BD同時発売
- どきどき☆まぁこ（2012年7月20日、ラインコミュニケーションズ）
- Angel Kiss〜まぁこのご褒美〜（2012年10月21日、トリコ）
- あの日の雨を忘れないで（2013年1月24日、ギルド）
- まぁ恋（2013年4月20日、ラインコミュニケーションズ）

 さいとう雅子 名義 
- おかえりまぁこ（2016年1月22日、イーネット・フロンティア）
- お願い・・・まぁこ（2016年4月22日、イーネット・フロンティア）[8]
- おねだりまぁこ（2016年9月23日、イーネット・フロンティア）
- まぁこデラックス （2016年12月24日、竹書房） ※BD同時発売[9]

## 出演

### テレビ番組
- ひとがた流し（2006年、NHK総合）
- 黒部の太陽（2009年、フジテレビ）
- マルさまぁ〜ず（2010年、TBSテレビ）
- 秋葉原・アヴィラ女学園・高等部（2010年 - 、あっ!とおどろく放送局）
- アイドルの穴〜日テレジェニックを探せ!〜（2011年、日本テレビ）
- 全力坂（2011年、テレビ朝日）

### 映画
- プロピシー（2006年） - 主演・梨香 役
- Babyroom（2008年） - 主演・紫乃 役
- インスタント沼（2009年、角川映画） - 和歌子 役

### 舞台
2006年 - 2009年
- 「おじお2006」（2006年） - 梨香 役
- 「おじお2009」（2009年） - 麻里音 役
- 「幸せの行方　お鳥見女房[10]」（2009年10月3日 - 29日、浜町・明治座） - 鈴 役

2012年
- アリスインプロジェクト「まなつの銀河に雪のふるほし[11]」（2012年2月29日 - 3月4日、新馬場・六行会ホール） - 水無光 役
- アリスインプロジェクト「戦国降臨GIRL[12]」（2012年12月18日 - 23日、池袋・シアターKASSAI） - 主演・織川百華 役

2013年
- アリスインプロジェクト「アリスインデッドリースクール オルタナティブ[13]」（2013年3月20日 - 24日、新馬場・六行会ホール） - 青池和磨 役
- アリスインプロジェクト「戦国降臨ガールズ[14]」（2013年7月3日 - 7日、新馬場・六行会ホール） - 織川百華 役
- アリスインプロジェクト「名探偵はじめました[15]」（2013年10月23日 - 27日、銀座みゆき館劇場） - 浦川湖春 役

2014年
- Bobjack theater「幸福（ハピネス）レコード[16]」（2014年2月6日 - 17日、池袋・シアターKASSAI） - Bチーム 西尾セツナ 役[17]
- 劇団ねじリズム「セカイを崩したいなら」（2014年11月1日 - 9日、下北沢・OFF・OFFシアター）

2015年
- FPアドバンスプロデュースMa chériE公演第1弾「for.love」（2015年1月22日 - 25日、吉祥寺・櫂スタジオ）
- FPアドバンス Bar Stage「RE'Star'ET〜リスタート〜」（2015年2月18日、池袋・蝶々〜Butterfly）
- CHEAPARTS「星空ともぐら」（2015年5月7日 - 10日、高円寺・明石スタジオ） - 林原香苗 役
- シズ☆ゲキ「進め! 春川女子高校2 -ハルジョの七不思議-[18]」（2015年7月8日 - 12日、池袋・シアターKASSAI） - 相馬美穂 役
- アリスインプロジェクト「アリスインデッドリースクール ビヨンド[19]」（2015年8月12日 - 23日、池袋・シアターKASSAI） - 橙沼霧子 役

2016年
- フライドBALL企画「微熱に咲くサクラ」（2016年2月25日 - 28日、高円寺・明石スタジオ） - ヒロイン 雨宮なるみ 役
- アサルトリリィ×私立ルドビコ女学院「シュベスターの祈り」（2016年4月16日 - 24日、新宿・サンモールスタジオ） - 鳴海・クララ・優子 役
- 私立ルドビコ女学院「最凶ガール」（2016年5月19日 - 24日、新宿・サンモールスタジオ） - 鳴海優子 役
- フライドBALL企画「クライム・クライム・クライム」（2016年7月27日 - 31日、八幡山・ワーサルシアター） - ヒロイン 徳山楓 役
- アサルトリリィ×私立ルドビコ女学院「シュベスターの秘密」（2016年9月16日 - 25日、新宿・サンモールスタジオ） - 鳴海・クララ・優子 役
- トライフルエンターテインメント「炎の蜃気楼昭和編　夜叉衆ブギウギ」（2016年10月21日 - 30日、新宿・シアターサンモール） - 文代、真知子 2役
- Bobjack theater「ノッキン オン ヘブンズ ドア」（2016年12月7日 - 18日、池袋・シアターKASSAI） - Aチーム 檪沢みのり 役

2017年
- アリスインプロジェクト「真説・まなつの銀河に雪のふるほし[20]」（2017年1月11日 - 15日、六行会ホール） - 水無光 役
- アサルトリリィ×私立ルドビコ女学院「シュベスターの誓い」（2017年3月1日 - 5日、中野・ザ・ポケット） - 鳴海・クララ・優子 役
- ピウス企画「PLAYROOM」（2017年5月17日 - 21日、池袋・シアターKASSAI） - 水越貴理子 役
- 私立ルドビコ女学院「イバラヒメ」（2017年9月2日 - 6日、中目黒ウッディシアター） - 鳴海優子 役
- 放課後ビアタイム「残暑見舞い申し上げます。」（2017年9月15日、十条・スタジオトルク） - 日替わりゲスト さいとう雅子 役
- Southern'X「夏に舞う雪のように」（2017年11月7日 - 12日、新宿・シアターモリエール） - 主演 雪 役

2018年
- 人狼TLPT S「未来への十字架」（2018年2月7日 - 12日、新宿村LIVE） - 鳴海・クララ・優子 役
- A企画プロデュース「ばにら、明日をありがとう」（2018年2月21日 - 25日、中野・テアトルBONBON） - 水野佳奈 役
- Bobjack&隣のきのこちゃん「隣のボブジャックときのこちゃんシアター〜ノッキンオンヘブンズきのこ〜」（2018年5月1日 - 6日、池袋・シアターKASSAI） - 檪沢みのり 役
- 劇団わ「バック・トゥ・ザ・君の笑顔〜お江戸でござる〜」（2018年5月30日 - 6月3日、中目黒・キンケロシアター） - ヒロイン 吉田菊 役
- UDA☆MAP「沼田☆フォーエバー」（2018年7月25日 - 8月1日、池袋・シアターKASSAI） - 空乃雲美（山下孝枝） 役
- 劇団CATMINT「にわか雨[21]」（2018年8月23日 - 26日、中目黒・キンケロシアター） - 小熊奈央 役
- 蜂巣祭～2018夏の陣～「桃子」（2018年9月1日 - 2日、池袋・Cafe&Bar木星劇場） - 主演 桃子 役
- アサルトリリィ×私立ルドビコ女学院「白きレジスタンス〜約束の行方〜」（2018年9月21日 - 27日、池袋・シアターグリーンBIG TREE THEATER） - 鳴海・クララ・優子 役
- Bobjack theater「大阪ベイブルース」（2018年10月18日 - 28日、大阪市立芸術創造館） - さいとう雅子 役

### CM
- 牧場しぼり（2008年、エスビー食品）
- ジキニン（2009年、全薬工業）

### PV
- 小さな結婚式誕生15周年記念プロモーション動画第二弾-交渉人編-（2016年、小さな結婚式）[22]
- chelovek. / "Ranunculus" (Official Music Video)（2019年1月）[23]

### ネット
- カミングスーン （2012年4月1日 - 6月24日、あっ!とおどろく放送局）
- マイスマTV「マイスマ＊女子カレー研究部」（2015年12月1日）[24]
- マイナビ賃貸「住まいと暮らしのコラム」（2018年5月30日）[25]